# Maniltoa minor
Maniltoa minor là một loài rau đậu thuộc họ Fabaceae.
Loài này chỉ có ở Fiji.